# メクロレタミン
メクロレタミン（mechlorethamine）またはクロルメチン（INN: chloromethine、優先IUPAC名: 2-クロロ-N-(2-クロロエチル)-N-メチルエタン-1-アミン）は、ナイトロジェンマスタードと呼ばれるマスタードガスの硫黄原子を窒素に置き換えた有機化合物の一種。HN-2とも呼ばれる。アルキル化作用を持ち、抗がん剤として使われた。

## 歴史
第二次世界大戦中の1940年代前半、マスタードガスの医学への応用が研究されていた。アメリカの薬学者アルフレッドギルマン (Alfred Gilman, Sr.) は、マスタードガスの白血球減少作用に着目。1942年に、マスタードガスの類縁体であるメクロレタミンを末期悪性リンパ腫の患者に投与したところ、一時的ではあったものの腫瘍が劇的に縮小した。後年には、ナイトロジェンマスタードを改良したシクロホスファミドやメルファラン、ブスルファンなどのアルキル化薬が開発された。

## 作用機序
DNAおよびDNA結合タンパク質の特定の部位をアルキル化し、立体構造を破壊して細胞分裂を止める。アルキル化薬の特徴として、増殖の盛んな毛根細胞や消化管上皮細胞、血球系細胞の増殖も抑えてしまうため、脱毛や消化管障害、造血障害などの副作用を生じる。